# Fernando Arrabal
Fernando Arrabal Terán (* 11. srpna 1932, Melilla) je španělský dramatik, výtvarník a filmař. Roku 1954 emigroval do Paříže, kde začal publikovat svá díla francouzsky. Je zakladatelem Panického hnutí, jehož členy jsou také Alejandro Jodorowsky a Roland Topor. V roce 2005 obdržel Řád čestné legie.

## Dílo
Jeho dílo bylo ovlivněno surrealismem, dadaismem, absurdním divadlem, ale i španělskými tradicemi. Najdeme v něm nejen černý humor, ale i vylíčení vlastních zážitků ze španělské občanské války. V roce 2010 vystoupil na 20. ročníku Festivalu spisovatelů v Praze.

### Knihy
- Baal Babylone (Baal Babylon), 1959.
- L'Enterrement de la sardine (Pohřeb sardinky), 1960, česky Volvox Globator, 1994, v překladu Olgy Špilarové.
- Fêtes et rites de la confusion (Svátky a obřady zmatků), 1960.
- Viva la Muerte (Viva la Muerte), 1971.
- La Reverdie (Reverdie, píseň jara), 1972.
- La tour, prends garde (Věži, střez se), 1983.
- La Vierge rouge (Rudá panna), 1986.
- La Fille de King-Kong (King-Kongova dcera), 1988.
- L'Extravagante croisade d'un castrat amoureux (Potrhlé křižácké tažení zamilovaného kastráta), 1989, česky pod názvem Kámen bláznivosti aneb kniha panická o lidském objevování, Dauphin, 2012.
- La tueuse du jardin d'hiver (Vražedkyně ze Zimní zahrady), 1994, s předmluvou Milana Kundery.
- Porté disparu (Nezvěstný), 2000.
- Champagne pour tous (Šampaňské pro všechny), 2002.

### Filmy

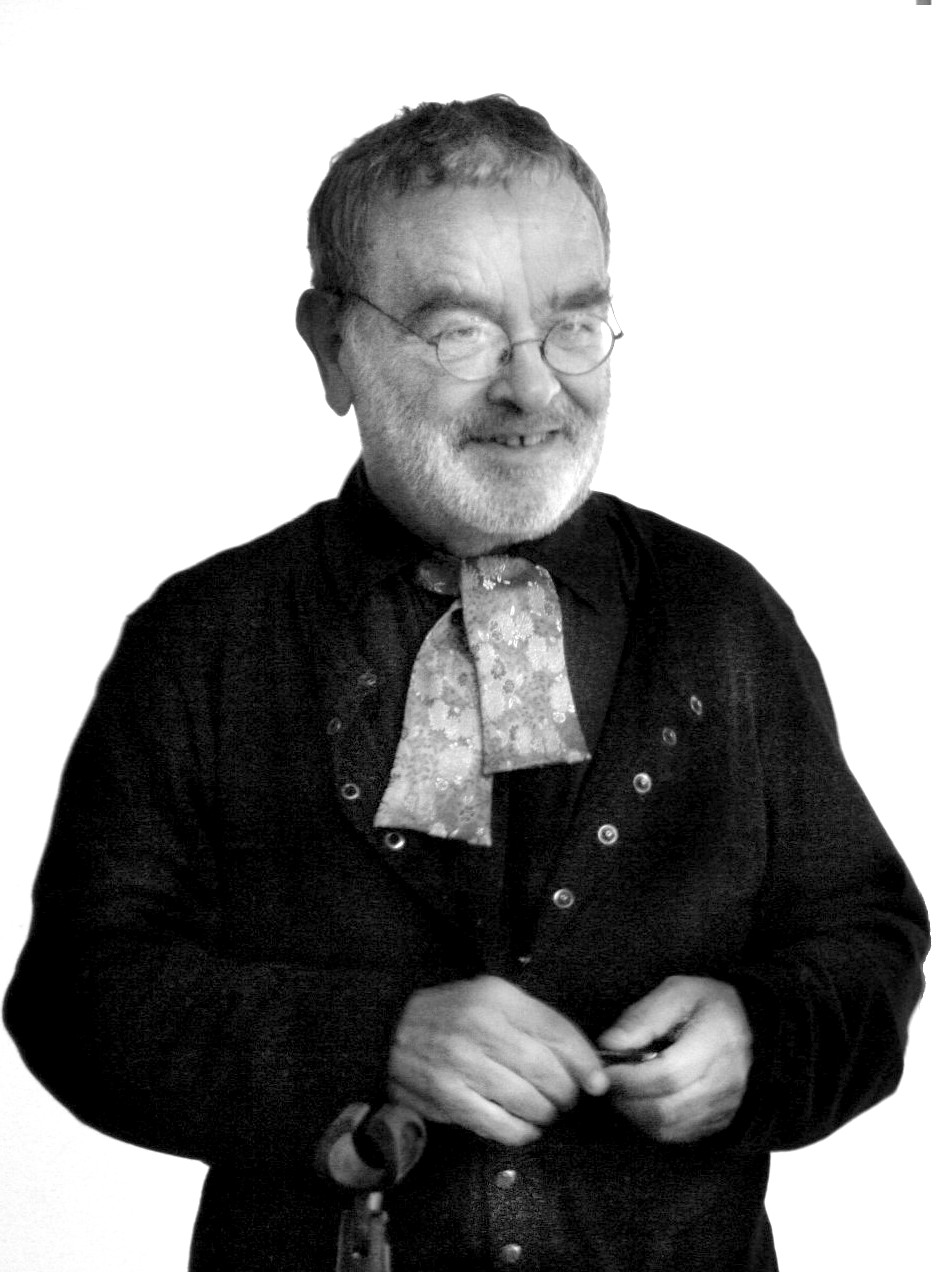
Fernando Arrabal.

- 1971 Ať žije smrt!
- 1973 Poběžím jako splašený kůň
- 1975 Guernica
- 1981 Vrakoviště autFernando Arrabal.
- 1982 Císař peruánský
- 1992 Sbohem, Babylóne